# Грудцова, Ольга Моисеевна
Ольга Моисеевна Грудцова (1905—1982) — российский литературный критик, литературовед.

## Биография
Ольга Моисеевна Наппельбаум родилась в семье известного петербургского фотографа Моисея Соломоновича Наппельбаума (р. 1869, Минск). Сестры — поэтессы Лиля Моисеевна Наппельбаум и Ида Моисеевна Наппельбаум. Училась в Ленинградском государственном университете, окончила Литературный институт им. М. Горького. Литературный обозреватель журнала «Юность» и других периодических изданий. Автор с 1942 года, среди её литературных работ — воспоминания и рецензии.
Член Союза писателей СССР. С 1966 года жила в ЖСК «Советский писатель»: Красноармейская улица, д. 29 (до 1969: 2-я Аэропортовская ул., д. 18).
Умерла в 1982 году. Похоронена на Востряковском кладбище.